# Exserohilum fusiforme
Exserohilum fusiforme är en svampart som beskrevs av Alcorn 1991. Exserohilum fusiforme ingår i släktet Exserohilum och familjen Pleosporaceae.   Inga underarter finns listade i Catalogue of Life.